# Mugudzirjva
Mugudzirjva (en georgiano: მუგუძირხვა; en abjasio: Мгәыӡырхәа, romanizado: Mugudzyrjva) es un pueblo que pertenece a la parcialmente reconocida República de Abjasia, parte del distrito de Gudauta, aunque de iure pertenece al municipio de Gudauta de la República Autónoma de Abjasia de Georgia.

## Geografía
Mugudzirjva se encuentra en la costa del mar Negro, a 12 km al noroeste de Gudauta. Limita con los pueblos de Barmishi y Otjara en el norte, Miusera en el oeste; Zvandripshi por el este y hacia el sureste está Ajalsopeli.

## Historia
En la playa de Mugudzirjva se encuentra uno de los lugares turísticos más importantes de la región, la costa del Oro. 

## Demografía
La evolución demográfica de Mugudzirjva entre 1886 y 2011 fue la siguiente:
| 2262                                                | 1241 | 1712 | 1561 | 1273 |
| (Fuente: Population of Abkhazia since Soviet times) |      |      |      |      |

La población ha sufrido un descenso de algo menos del 20% por la guerra. Actualmente, y también en el pasado, la inmensa mayoría de la población son abjasios.
|              | 2011      | 2011       |
| Grupo étnico | Población | Porcentaje |
| ------------ | --------- | ---------- |
| Georgianos   | 4         | 0,3%       |
| Abjasios     | 1240      | 97,4%      |
| Rusos        | 19        | 1,5%       |
| Armenios     | 5         | 0,4%       |
| Total        | 1273      | 100%       |

## Infraestructura

### Transporte
La carretera que conecta Rusia con Sujumi cruza el pueblo, y también la carretera que permite llegar a la Reserva natural estricta de Bichvinta-Miuseri.

## Personas ilustres
- Vladímir Agrba (1912-1937): escritor abjasio que fue víctima de la Gran Purga.
- Serguei Dbar (1946-2002): comandante y líder militar abjasio con un rol prominente en la crisis de Kodori de 2001.
- Doroteos Dbar (1972): archimandrita abjasio que fue líder del movimiento por la autocefalia de la Iglesia Ortodoxa Abjasia.